# Viola (Wisconsin)
Viola és una població dels Estats Units a l'estat de Wisconsin. Segons el cens del 2000 tenia 667 habitants.

## Demografia
Segons el cens del 2000, Viola tenia 667 habitants, 290 habitatges, i 185 famílies. La densitat de població era de 245,3 habitants per km².
Dels 290 habitatges en un 24,8% hi vivien nens de menys de 18 anys, en un 49,7% hi vivien parelles casades, en un 9,7% dones solteres, i en un 35,9% no eren unitats familiars. En el 31% dels habitatges hi vivien persones soles el 16,9% de les quals corresponia a persones de 65 anys o més que vivien soles. El nombre mitjà de persones vivint en cada habitatge era de 2,3 i el nombre mitjà de persones que vivien en cada família era de 2,88.
Per edats la població es repartia de la següent manera: un 22% tenia menys de 18 anys, un 8,4% entre 18 i 24, un 23,7% entre 25 i 44, un 24% de 45 a 60 i un 21,9% 65 anys o més.
L'edat mediana era de 43 anys. Per cada 100 dones de 18 o més anys hi havia 85,7 homes.
La renda mediana per habitatge era de 28.068 $ i la renda mediana per família de 34.286 $. Els homes tenien una renda mediana de 28.583 $ mentre que les dones 17.188 $. La renda per capita de la població era de 17.265 $. Aproximadament el 12,9% de les famílies i el 16,9% de la població estaven per davall del llindar de pobresa.

## Poblacions més properes
El següent diagrama mostra les poblacions més properes.